# 永吉 (鹿児島市)
永吉（ながよし）は、鹿児島県鹿児島市の町丁。旧薩摩国鹿児島郡鹿児島近在永吉村、鹿児島郡伊敷村大字永吉、鹿児島市永吉町。郵便番号は890-0023。人口は4,802人、世帯数は2,362世帯（2020年4月1日現在）。永吉一丁目から永吉三丁目までがあり、永吉一丁目から永吉三丁目までの全域で住居表示を実施している。

## 地理
鹿児島市の中部、甲突川中流域に位置している。町域の北方から西方にかけては小野、北西方には下伊敷、南方には原良、東方には草牟田、西方には明和がそれぞれ隣接している。
中央部には鹿児島修学館中学校・高等学校、鹿児島アリーナが所在している。現在鹿児島アリーナがある場所には江戸時代より刑務所（鹿児島刑務所）が設置されていたが、1985年12月16日に管理棟2階から出火し、1棟（1400平方メートル）が全焼する火災が起きた。このことにより同年には姶良郡吉松町中津川（現在の姶良郡湧水町中津川）に移され、現在では正門が現存している。未決勾留者を収容する鹿児島拘置支所が置かれている。
平成5年8月豪雨（8.6水害）では町域の東端部を流れる甲突川が氾濫したことにより、永吉周辺の民家約1万世帯以上が浸水し大きな被害を受けた。その結果として、水害の2年前から施行されていた永吉地区の区画整理事業が進展した。

### 河川
- 甲突川

### 町名の由来
「永吉」という地名は永遠に肥沃な土地であることを願って付けられたことに由来する。

## 歴史

### 前史時代
かつての永吉町付近を流れている甲突川の川底から弥生時代後期の土器などの遺物が出土しており、「甲突川川底遺跡」と呼ばれる。

### 永吉の成立と中世
永吉という地名は「角川日本地名大辞典」によれば南北朝時代より見えるとされ、薩摩国鹿児島郡のうちであった。
「鹿児島市史」によれば鎌倉時代の文保2年（1318年）には薩摩国惣地頭職に補されていた島津氏の島津忠宗が島津貞久に対して「かごしまのこほり　同なかよし」を譲り、鎌倉幕府の安堵を受けたとされている。延文元年（1356年）に島津貞久は本領及び元弘以降の所領を安堵され、その本領のうちに鹿児島郡永吉地頭が含まれている。貞治2年（1363年）に貞久は譲状を作成し、鹿児島郡永吉村は氏忠に譲られた。
薩藩旧記雑録によれば安土桃山時代の天正20年（1592年）「薩隅日寺社領注文」には「永吉」という字が見え、同年の豊臣秀吉によって七町六反余が上地され、三町八反余が寺付と定められた。文禄4年（1595年）の「伊集院幸侃・本田三清連署宛行状」により本田助允に106石余が宛がわれ、残りを諸侍に割り当てられた。

### 近世の永吉
江戸時代には鹿児島郡鹿児島近在のうちであり、永吉村は鹿児島近在のうちの「近名」であった。村高は「天保郷帳」では173石余、「三州御治世要覧」によれば369石余、原良村編入後の「旧高旧領取調帳」では930石余であった。安政年間には島津斉彬によって水車館（水力機織場）が設置され、機織が行われていた。この水車館で行われていた紡績業は島津忠義の時代になって近代化され、磯に近代工場が造られた。村内には薩摩街道、郡山街道が通っていた。
1871年（明治4年）に隣接する原良村（現在の原良の前身）を編入した。

### 町村制施行以後

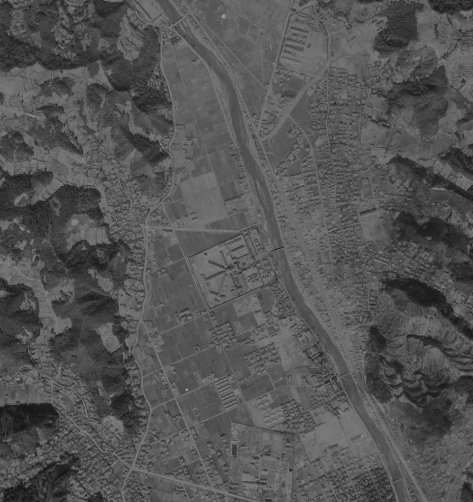
1948年の永吉付近の航空写真。中央に見えるのが鹿児島刑務所。（アメリカ軍撮影）

1889年（明治22年）に町村制が施行されたのに伴い、鹿児島近在のうちの上伊敷村、下伊敷村、犬迫村、小山田町、比志島村、皆房村、永吉村の区域を以て鹿児島郡伊敷村が成立し、それまでの永吉村は伊敷村の大字「永吉」となった。1908年（明治41年）に鹿児島刑務所が伊敷村大字永吉に竣工し、それまで鹿児島市小川町にあった監獄が永吉の鹿児島刑務所に移転した。
1920年（大正9年）10月1日に鹿児島郡伊敷村大字永吉の区域が伊敷村より鹿児島市に編入された。ただし、町としての設置は編入から5年後となる1925年（大正14年）8月に行われ、鹿児島市の町「永吉町」となり、永吉の一部より原良町が分立した。
1979年（昭和54年）に原良団地・永吉団地の区域に当たる小野町、永吉町、原良町の各一部において住居表示が実施されることとなった。これに伴い、7月16日に町域の再編が実施され原良町・永吉町の各一部より明和一丁目、永吉町の一部より明和四丁目、小野町・永吉町の各一部より明和五丁目が設置された。
1986年（昭和61年）3月25日にそれまで永吉町に所在していた鹿児島刑務所が姶良郡吉松町に新築移転し、前年の1985年（昭和60年）4月には未決囚を拘置するための拘置支所が設置された。1992年（平成4年）10月には鹿児島刑務所跡地に鹿児島アリーナが落成した。
2000年（平成12年）3月6日には永吉町の一部にあたる永吉地区において住居表示が実施されることとなり、それに伴って永吉町の一部の区域より「永吉一丁目」、「永吉一丁目」、「永吉三丁目」が設置された。2001年（平成13年）3月23日には永吉町の一部が明和一丁目に編入された。2024年（令和6年）10月30日に宅地造成に伴い永吉三丁目11番の一部が明和五丁目51番に編入された。

### 町域の変遷
| 実施後                   | 実施年             | 実施前                   |
| ------------------------ | ------------------ | ------------------------ |
| 鹿児島近在永吉村（編入） | 1871年（明治4年）  | 鹿児島近在原良村（全域） |
| 鹿児島市原良町（新設）   | 1925年（大正14年） | 鹿児島市永吉（一部）     |
| 明和一丁目（新設）       | 1979年（昭和54年） | 原良町（一部）           |
| 明和一丁目（新設）       | 1979年（昭和54年） | 永吉町（一部）           |
| 明和四丁目（新設）       | 1979年（昭和54年） | 永吉町（一部）           |
| 明和五丁目（新設）       | 1979年（昭和54年） | 小野町（一部）           |
| 明和五丁目（新設）       | 1979年（昭和54年） | 永吉町（一部）           |
| 永吉一丁目（新設）       | 2000年（平成12年） | 永吉町（一部）           |
| 永吉二丁目（新設）       | 2000年（平成12年） | 永吉町（一部）           |
| 永吉三丁目（新設）       | 2000年（平成12年） | 永吉町（一部）           |
| 明和一丁目（編入）       | 2001年（平成13年） | 永吉町（一部）           |
| 明和五丁目（編入）       | 2024年（令和6年）  | 永吉三丁目（一部）       |

## 人口

### 町丁別
|            | 世帯数 | 人口  |
| ---------- | ------ | ----- |
| 永吉一丁目 | 787    | 1,927 |
| 永吉二丁目 | 946    | 1,566 |
| 永吉三丁目 | 629    | 1,309 |
| 計         | 2,362  | 4,802 |

### 人口推移
以下の表は国勢調査による小地域集計が開始された1995年以降の人口の推移である。1995年は永吉町、2000年は永吉一丁目から永吉三丁目のデータである。
| 年                 | 人口  |
| ------------------ | ----- |
| 1995年（平成7年）  | 4,505 |
| 2000年（平成12年） | 5,097 |
| 2005年（平成17年） | 5,404 |
| 2010年（平成22年） | 5,516 |
| 2015年（平成27年） | 5,034 |

## 文化財

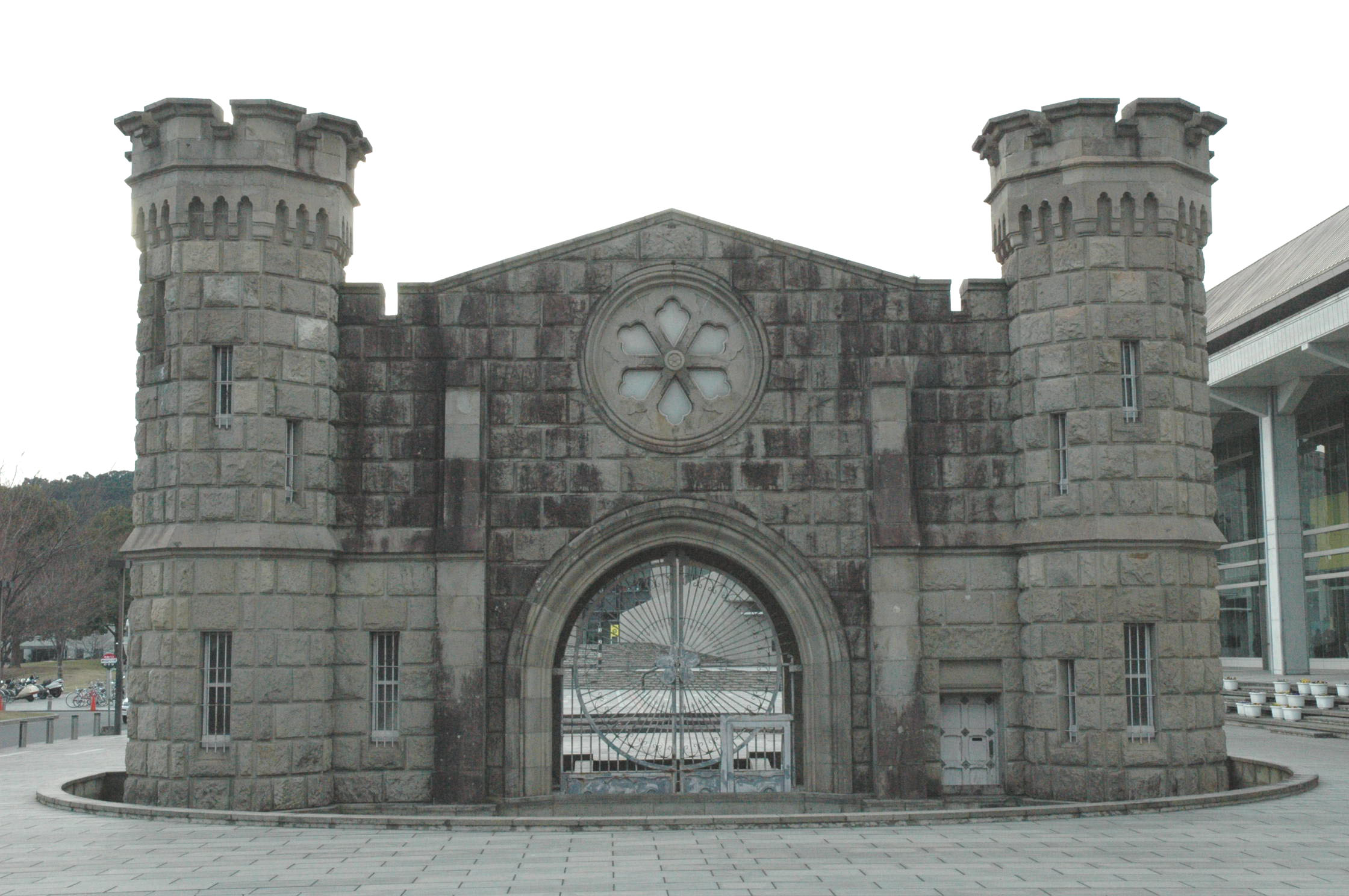
旧鹿児島刑務所正門

### 県指定
- 旧鹿児島刑務所正門（有形文化財（建造物））[42]
永吉町にかつて存在した鹿児島刑務所の正門であり、鹿児島県出身の山下啓次郎の代表作である[43]。2015年（平成27年）4月17日に鹿児島県指定の有形文化財となった[43][42]。

## 施設

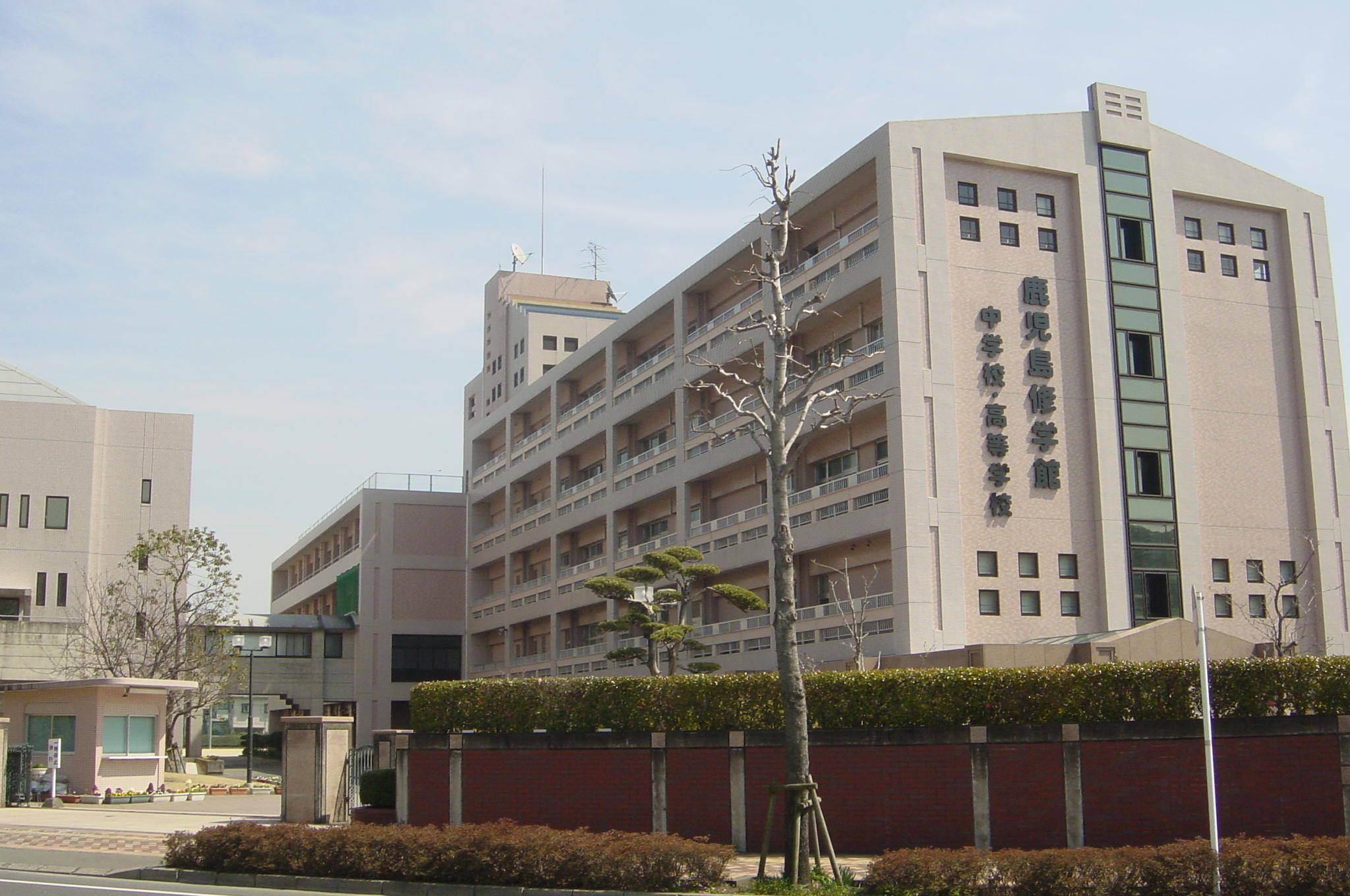
鹿児島修学館中学校・高等学校

### 公共
- 鹿児島アリーナ[44]
- 鹿児島刑務所鹿児島拘置支所[45]
- 鹿児島市西部保健センター[46]
- かごしま温泉健康プラザ[47]

### 教育
- 鹿児島看護専門学校[48]
- 鹿児島修学館中学校・高等学校[49]

### 郵便局
- 鹿児島永吉郵便局[50]

## 小・中学校の学区
市立小・中学校に通う場合、学区（校区）は以下の通りとなる。
| 町丁       | 番・番地 | 小学校               | 中学校               |
| ---------- | -------- | -------------------- | -------------------- |
| 永吉一丁目 | 全域     | 鹿児島市立原良小学校 | 鹿児島市立城西中学校 |
| 永吉二丁目 | 37,38    | 鹿児島市立玉江小学校 | 鹿児島市立城西中学校 |
| 永吉二丁目 | その他   | 鹿児島市立原良小学校 | 鹿児島市立城西中学校 |
| 永吉三丁目 | 全域     | 鹿児島市立原良小学校 | 鹿児島市立城西中学校 |